# Harry Voigt
Harry Voigt (Alemania, 15 de junio de 1913-21 de octubre de 1986) fue un atleta alemán, especialista en la prueba de 4x400 m en la que llegó a ser medallista de bronce olímpico en 1936.

## Carrera deportiva
En los JJ. OO. de Berlín 1936 ganó la medalla de bronce en los relevos 4x400 metros, con un tiempo de 3:11.8 segundos, llegando a meta tras Reino Unido (oro) y Estados Unidos (plata), siendo sus compañeros de equipo: Friedrich Von Stülpnagel, Helmut Hamann y Rudolf Harbig.